# ملعب تاو ديفي لال
ملعب تاو ديفي لال هو مجمع رياضي متعدد الأغراض يقع مقره في جورجاون في ولاية هاريانا، الهند.
يتألف الموقع حالياً من مكانين رياضيين إضافة إلى عدة مرافق للتدريب، وهي: أرض تاو ديفي لال للكريكت وملعب تاو ديفي لال لكرة القدم.
وهو يعد أرضًا بيتية لفريق الدوري الهندي الدرجة الثانية نادي أميتي يونايتد لكرة القدم وأحيانًا فريق هاريانا للكريكت.

## كرة القدم
في 23 مارس 2011، لعبت أفغانستان ضد بوتان في تصفيات كأس التحدي الآسيوي 2012 وفازت أفغانستان 3–0.
ومرة أخرى، لعبت أفغانستان في 25 مارس 2011 ضد بوتان في تصفيات كأس التحدي الآسيوي 2012 حيث فازت أفغانستان 2–0.